# Lukáš Radil
Lukáš Radil, född 5 augusti 1990, är en tjeckisk professionell ishockeyforward som är kontrakterad till San Jose Sharks i National Hockey League (NHL) och spelar för San Jose Barracuda i American Hockey League (AHL). Han har tidigare spelat för HK Spartak Moskva i Kontinental Hockey League (KHL) och HC Pardubice i Extraliga.
Radil blev aldrig NHL-draftad.

## Statistik
| 2008–2009        | HC Pardubice       | Extraliga        | 17  | 0  | 2  | 2   | 0  | —  | —  | — | —  | —  |
|                  | HC Chrudim         | 1. liga          | 1   | 0  | 0  | 0   | 2  | —  | —  | — | —  | —  |
| 2009–2010        | HC Pardubice       | Extraliga        | 12  | 1  | 4  | 5   | 0  | —  | —  | — | —  | —  |
|                  | HC Chrudim         | 1. liga          | 31  | 9  | 12 | 21  | 20 | —  | —  | — | —  | —  |
| 2010–2011        | HC Pardubice       | Extraliga        | 29  | 1  | 4  | 5   | 6  | 4  | 0  | 0 | 0  | 0  |
|                  | HC Chrudim         | 1. liga          | 10  | 2  | 7  | 9   | 8  | —  | —  | — | —  | —  |
|                  | HC Vrchlabí        | 1. liga          | 2   | 2  | 0  | 2   | 0  | 4  | 2  | 4 | 6  | 0  |
| 2011–2012        | HC Pardubice       | Extraliga        | 45  | 7  | 8  | 15  | 12 | 12 | 7  | 1 | 8  | 6  |
|                  | HC Hradec Králové  | 1. liga          | 2   | 0  | 0  | 0   | 0  | —  | —  | — | —  | —  |
| 2012–2013        | HC Pardubice       | Extraliga        | 27  | 1  | 4  | 5   | 6  | 4  | 0  | 0 | 0  | 0  |
|                  | HC Hradec Králové  | 1. liga          | 4   | 2  | 3  | 5   | 10 | —  | —  | — | —  | —  |
| 2013–2014        | HC Pardubice       | Extraliga        | 48  | 16 | 16 | 32  | 20 | 10 | 2  | 2 | 4  | 6  |
| 2014–2015        | HC Pardubice       | Extraliga        | 52  | 10 | 29 | 39  | 22 | 9  | 3  | 3 | 6  | 2  |
| 2015–2016        | HK Spartak Moskva  | KHL              | 57  | 13 | 19 | 32  | 30 | —  | —  | — | —  | —  |
| 2016–2017        | HK Spartak Moskva  | KHL              | 56  | 12 | 21 | 33  | 50 | —  | —  | — | —  | —  |
| 2017–2018        | HK Spartak Moskva  | KHL              | 51  | 16 | 22 | 38  | 12 | 4  | 0  | 0 | 0  | 2  |
| 2018–2019        | San Jose Sharks    | NHL              | 1   | 0  | 0  | 0   | 2  | —  | —  | — | —  | —  |
|                  | San Jose Barracuda | AHL              | 11  | 1  | 5  | 6   | 12 | —  | —  | — | —  | —  |
| NHL totalt       | NHL totalt         | NHL totalt       | 1   | 0  | 0  | 0   | 2  | —  | —  | — | —  | —  |
| KHL totalt       | KHL totalt         | KHL totalt       | 164 | 41 | 62 | 103 | 92 | 4  | 0  | 0 | 0  | 2  |
| Extraliga totalt | Extraliga totalt   | Extraliga totalt | 230 | 36 | 67 | 103 | 66 | 45 | 12 | 7 | 19 | 14 |
| 1. liga totalt   | 1. liga totalt     | 1. liga totalt   | 50  | 15 | 22 | 37  | 40 | 4  | 2  | 4 | 6  | 0  |

### Internationellt
| Källa: Uppdaterad: 2018-11-25 | Källa: Uppdaterad: 2018-11-25 | Källa: Uppdaterad: 2018-11-25 |         | Utv = Utvisningsminuter | Utv = Utvisningsminuter | Utv = Utvisningsminuter | Utv = Utvisningsminuter | Utv = Utvisningsminuter |
| År                            | Lag                           | Mästerskap                    | Matcher | Mål                     | Assists                 | Poäng                   | Utv                     |                         |
| ----------------------------- | ----------------------------- | ----------------------------- | ------- | ----------------------- | ----------------------- | ----------------------- | ----------------------- | ----------------------- |
| 2017                          | Tjeckien                      | VM                            | 7       | 1                       | 1                       | 2                       | 2                       |                         |
| 2018                          | Tjeckien                      | OS                            | 6       | 0                       | 0                       | 0                       | 4                       |                         |
| Senior totalt                 | Senior totalt                 | Senior totalt                 | 13      | 1                       | 1                       | 2                       | 6                       |                         |